# Blackout (Britney Spears)
Blackout è il quinto album in studio della cantante statunitense Britney Spears, pubblicato il 25 ottobre 2007 dall'etichetta discografica Jive Records.
La Spears ha iniziato a lavorare sull'album nel febbraio del 2006, registrando con un nuovo team di produttori, tra cui Danja. Blackout è stato il suo primo album in quattro anni, dopo In the Zone del 2003 ed è la prima volta che la Spears figura come produttore esecutivo. Le canzoni hanno come temi il sesso, l'amore e la lotta della Spears stessa con i media.
Blackout ha debuttato in seconda posizione della classifica Billboard 200, divenendo il suo primo album di inediti a non debuttare nella prima posizione della classifica. Tuttavia le vendite si mantennero costanti e raggiunsero quota 3.1 milioni di copie a livello mondiale. In accordo con IFPI, l'album è stato il trentaduesimo in termini di unità vendute alla fine del 2007. Il primo singolo dell'album, Gimme More, ha raggiunto la prima posizione della Billboard Canadian Hot 100 ed è arrivato nelle prime posizioni delle classifiche di venti paesi. Il secondo singolo, Piece of Me, è stato primo in Irlanda e nella classifica dei brani dance club statunitense, quest'ultimo successo ottenuto anche dal terzo singolo Break the Ice.
Anche se inizialmente i giudizi della critica erano misti, successivamente l'album ha ricevuto giudizi molto più positivi ed è apparso su diverse classifiche che includevano i migliori album degli anni 2000. È stato eletto il quinto miglior album del decennio dal quotidiano The Times, settimo nel sondaggio di fine decennio indetto da Rolling Stones, e il terzo secondo un sondaggio di Billboard; ha inoltre vinto il premio di album dell'anno agli MTV Europe Music Awards 2008. Nel 2012, Blackout è entrato a far parte dei cataloghi della Rock and Roll Hall of Fame per l'impatto avuto sulla musica pop.

## Produzione
Nel febbraio del 2006 fu rivelato che la Spears era "nel bel mezzo delle registrazioni per il suo prossimo album," che probabilmente sarebbe stato pubblicato più tardi quello stesso anno. In accordo con l'articolo di People magazine, la cantante avrebbe detto che le sue nuove canzoni avrebbero "rinvigorito l'attuale scena della musica pop", che definiva "noiosa". Nel settembre del 2006 il produttore J.R. Rotem disse: "Il nostro obiettivo è cercare di estrapolarne il meglio" riferendosi alle canzoni passate dalle radio in quel periodo. "Posso dirvi che ci sono alcuni pezzi dance, alcuni pezzi lenti e più introspettivi".
Britney Spears iniziò a lavorare con Nate "Danja" Hills mentre era incinta del suo secondo figlio. Le registrazioni cominciarono a Las Vegas e continuarono alla casa di Los Angeles della Spears.
La Spears rivelò successivamente in un messaggio ai fan attraverso il suo sito web di voler pubblicare l'album prima della fine del 2007. Dopo che diverse canzoni della sessione di registrazione per Blackout finirono in internet, nell'Agosto del 2007 fu annunciato che una canzone prodotta da Danja, Gimme More, sarebbe stata il primo singolo dell'album.

## Pubblicazione
Proprio a causa della pubblicazione in internet di diverso materiale ultimato o di demo, la Jive Records fece tutto il possibile per prevenire ed evitare ogni futura distribuzione illegale delle canzoni, incluso anticipare di due settimane la pubblicazione dell'album al 30 ottobre 2007. L'album ha avuto una scarsa promozione a causa di "altri aspetti della sua vita su cui doveva concentrarsi".
Questo è il primo album per cui la Spears non ha fatto alcun tipo di promozione prima della sua pubblicazione, con l'eccezione dell'esibizione agli MTV Video Music Awards del 2007.
Assieme al video per Piece of Me, secondo singolo dell'album, iniziò il 30 novembre 2007 il concorso "Britney Spears Wants a Piece of You", in cui i fan dovevano creare dei video per la canzone usando un programma fornito sul sito di MTV. Il video vincitore fu trasmesso dalla trasmissione Total Request Live il 20 dicembre 2007.

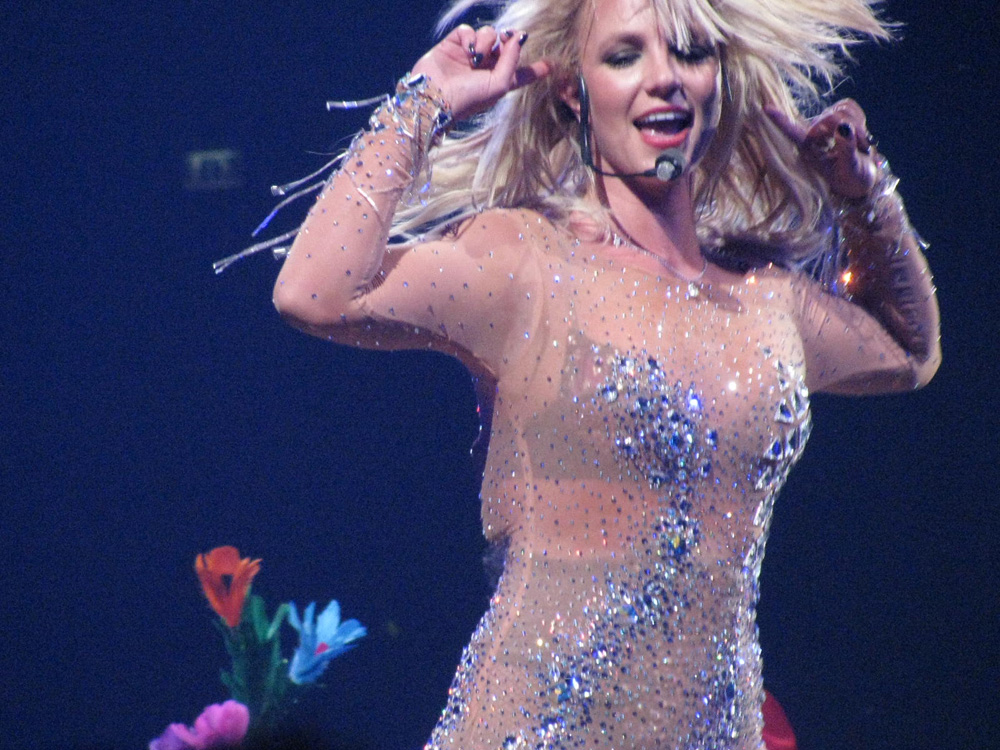
Britney Spears interpreta "Ooh Ooh Baby" durante The Circus Starring: Britney Spears.

Il 13 novembre 2007, il negozio statunitense Target pubblicò un'edizione speciale di Blackout con una bonus track, Outta This World, uno sfondo per cellulare e una suoneria.
Il 30 maggio 2008 è stata pubblicata la versione deluxe di Blackout, con l'aggiunta delle canzoni Outta This World, Get Back, Everybody e i remix "Junkie XL Dub" e "Paul Oakenfold" di Gimme More.

## Promozione
Britney Spears ha aperto gli MTV Video Music Awards del 2007 con un'esibizione molto criticata di Gimme More: il playback, il ballo ed anche il suo guardaroba furono ampiamente commentati. La performance è stata considerata dai più inappropriata ed un duro colpo alla sua carriera. In seguito all'apparizione, la Spears in prima persona non ha più promosso l'album. A marzo 2008 correva voce che sarebbe partita per un tour mondiale, ma non è mai successo. Non si è più esibita fino al 2 dicembre 2008, quando ha iniziato la promozione dell'album successivo (Circus) al Good Morning America.
In ogni caso, all'Ellen DeGeneres Show, Ellen stessa ha promosso l'album senza la Spears, inserendo nello show due canzoni in esso contenute: Toy Soldier e Gimme More, e ballando con il pubblico, a cui ha anche regalato copie dell'album.
Britney Spears, nel 2009, si è imbarcata nel The Circus Starring: Britney Spears, in cui ha incluso esibizioni di Piece of Me, Radar, Ooh Ooh Baby, Hot as Ice, Freakshow e Get Naked (I Got a Plan), più una versione remix di Gimme More e Break the Ice in un video interlude.

## Singoli
- Come primo singolo la scelta è ricaduta su Gimme More. Il brano era stato registrato nel 2006, ma è stato pubblicato il 25 settembre 2007 negli Stati Uniti, il 6 ottobre in Australia, il 19 ottobre in Europa e il 22 ottobre nel Regno Unito. Raggiunge la vetta in Canada e in Europa.
- Il secondo singolo, Piece of Me, è stato pubblicato il 27 novembre 2007 negli Stati Uniti, il 4 gennaio 2008 in Irlanda, il 7 gennaio nel Regno Unito, il 10 gennaio in Polonia, l'11 gennaio in Italia, il 26 gennaio in Australia e il 1º febbraio in Germania. Raggiunge la vetta in Irlanda e negli Stati Uniti (Dance Chart).
- L'ultimo singolo, Break the Ice, è stato pubblicato l'11 luglio 2008 in Italia. Raggiunge la vetta negli Stati Uniti (Dance Chart).

## Tracce
1. Gimme More – 4:11 (Nate Hills, James Washington, Keri Hilson, Marcella Araica)
2. Piece of Me – 3:32 (Christian Karlsson, Pontus Winnberg, West Douldin, Klas Åhlund)
3. Radar – 3:49 (Christian Karlsson, Pontus Winnberg, Henrik Jonback, Balewa Muhammad, Candice Nelson, Ezekiel "Zeke" Lewis, Patrick Smith)
4. Break the Ice – 3:16 (Nate Hills, James Washington, Keri Hilson, Marcella Araica)
5. Heaven on Earth – 4:52 (Nick Huntington, Michael McGroarty, Nicole Morier)
6. Get Naked (I Got a Plan) – 4:45 (Corte Ellis, Nate Hills, Marcella Araica)
7. Freakshow – 2:55 (Britney Spears, Christian Karlsson, Pontus Winnberg, Henrik Jonback, Ezekiel "Zeke" Lewis, Patrick Smith)
8. Toy Soldier – 3:22 (Christian Karlsson, Pontus Winnberg, Magnus Wallbert, Sean Garrett)
9. Hot as Ice – 3:17 (T-Pain, Nate Hills, Marcella Araica)
10. Ooh Ooh Baby – 3:28 (Britney Spears, Kara DioGuardi, Farid Nasser, Erick Coomes)
11. Perfect Lover – 3:02 (Nate Hills, James Washington, Keri Hilson, Marcella Araica)
12. Why Should I Be Sad – 3:10 (Pharrell Williams)

### Tracce Bonus
1. Outta This World – 3:44 (Nate Hills) – (Target & Japan bonus)
2. Everybody – 3:18 (Jonathan Rotem, Evan Bogart, Britney Spears, Annie Lennox) – (iTunes & Japan bonus)
3. Get Back – 3:52 (Marcella Araica, Corte Ellis, Nate Hills, Nigel Talley) – (iTunes & Japan bonus)

### Remix bonus
1. Gimme More (Paul Oakenfold Remix) – 6:06 (Nate Hills, James Washington, Keri Hilson, Marcella Araica) – (Japan Bonus)
2. Gimme More (Junkie XL Dub) – 4:59 (Nate Hills, James Washington, Keri Hilson, Marcella Araica) – (iTunes Bonus)
3. Gimme More (music video) – 4:02 (Nate Hills, James Washington, Keri Hilson, Marcella Araica) – (iTunes Bonus)

## Classifiche
| Classifica (2007)  | Posizione massima |
| ------------------ | ----------------- |
| Australia          | 3                 |
| Austria            | 6                 |
| Belgio (Fiandre)   | 17                |
| Belgio (Vallonia)  | 6                 |
| Canada             | 1                 |
| Danimarca          | 6                 |
| Paesi Bassi        | 14                |
| Europa             | 1                 |
| Francia            | 2                 |
| Finlandia          | 22                |
| Germania           | 10                |
| Ungheria           | 24                |
| Italia             | 6                 |
| Messico            | 2                 |
| Nuova Zelanda      | 8                 |
| Norvegia           | 12                |
| Svezia             | 11                |
| Svizzera           | 4                 |
| Regno Unito        | 2                 |
| U.S. Billboard 200 | 2                 |

### Classifiche di fine anno
| Anno | Paese       | Classifica    | Posizione |
| ---- | ----------- | ------------- | --------- |
| 2007 | Stati Uniti | Billboard 200 | 138       |
| 2007 | Australia   | ARIA          | 56        |
| 2007 | Grecia      | IFPI          | 41        |
| 2008 | Australia   | ARIA          | 83        |

## Formazione
- Britney Spears - voce
- Jim Beanz, Robin "Robyn" Carlsson, Kara DioGuardi, Sean Garrett, Keri Hilson, Windy Wagner, Pharrell Williams, Nicole Morier, Ezekiel "Zeke" Lewis - voce
- Avant, Bloodshy, Fredwreck - tastiera
- Klas Alund, Eric Coomes, Henrik Jonback - basso
- Eric Coomes, Fredwreck, Henrik Jonback - chitarra
- Executive Producer: Britney Spears
- Producers: Nate Hills, Avant, Bloodshy, Sean Garrett, Kara DioGuardi, Freescha, Farid "Fredwreck" Nassar, Ross Davies, The Clutch, The Neptunes
- Mastering: Tom Coyne
- Engineers: Jim Carauna
- A&R Executive: Teresa LaBarbera Whites
- A&R Administration: Nancy Roof
- A&R Coordination: Jenny Prince
- Zomba Production Coordination: Cara Hutchinson
- Clearances: David Schmidt, Kobie "The Quarterback" Brown, Jeff Monachino, Damon "Ellis" Ellis
- Photography: Ellen Von Unwerth
- Art Direction and design: Jackie Murphy, Jeri Heiden, Glen Nakasako
- Stylist: Patti Wilson
- Makeup: Francesca Tolot
- Prop stylist: Kirsten Vallow
- Manicurist: Lisa Jachnon

## Date di pubblicazione
| Regione        | Data            |
| -------------- | --------------- |
| Europa         | 26 ottobre 2007 |
| America Latina | 26 ottobre 2007 |
| Australia      | 27 ottobre 2007 |
| Filippine      | 28 ottobre 2007 |
| Regno Unito    | 29 ottobre 2007 |
| Stati Uniti    | 30 ottobre 2007 |
| Brasile        | 30 ottobre 2007 |
| Argentina      | 30 ottobre 2007 |
| Mondiale       | 30 ottobre 2007 |